# Ministère de l'Éducation du peuple et de la Propagande du Reich
Le ministère de l’Éducation du peuple et de la Propagande du Reich (Reichsministerium für Volksaufklärung und Propaganda, RMVP, ou tout simplement Propagandaministerium) était un ministère du Reich allemand créé le 11 mars 1933 par le régime nazi pour Joseph Goebbels ; il avait pour mission de contrôler l’ensemble du secteur culturel et des médias et de les mettre au service de la propagande nazie. Goebbels était également depuis 1930 chargé de la propagande du parti nazi. Les locaux du ministère se trouvaient à la Wilhelmplatz en Berlin-Mitte.

## Organisation

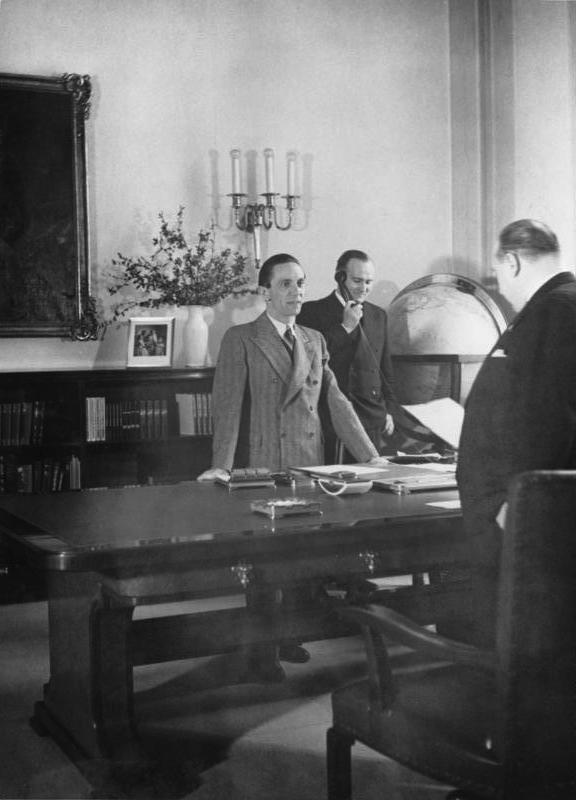
Goebbels en 1937, dans son bureau de ministre, avec le secrétaire d'État Walther Funk (de dos) et son assistant Karl Hanke (au téléphone).

Les services du ministère croissent d'année en année. Alors qu'en 1933 ils comptent cinq départements et 350 employés, en 1939, il y a 2 000 employés répartis au sein de dix-sept départements. Entre 1933 et 1941, le budget du ministère passe de 14 millions à 187 millions de marks. Trois secrétaires d'État sont subordonnés au ministre Joseph Goebbels :
- premier secrétaire d'État : Walther Funk (1933-1937), Otto Dietrich (1937–1945) :
  - presses allemandes,
  - journaux ;
- deuxième secrétaire d'État : Karl Hanke (1937–1940), Leopold Gutterer (1940–1944), Werner Naumann (1944–1945) :
  - budget,
  - droit,
  - propagande,
  - radio (Großdeutscher Rundfunk),
  - cinéma,
  - personnels,
  - défense,
  - international,
  - théâtre,
  - musique,
  - littérature,
  - arts visuels ;
- troisième secrétaire d'État : Hermann Esser (1935–1945) :
  - tourisme.

Werner Naumann succède brièvement à Goebbels comme ministre après sa nomination comme chancelier.

## Politique menée par le ministère

### Propagande de guerre
Alors qu'il analyse l'invasion de l'Union soviétique comme un retour aux sources pour le national-socialisme, Goebbels assigne au ministère dont il a la charge la mission de démasquer le complot anglo-russe contre le Reich, mis en évidence par les déclarations de Churchill à l'annonce de la rupture unilatérale par le Reich du pacte de 1939, déclaration de soutien à l'URSS.
En effet, les livrets de propagande distribués aux responsables locaux du NSDAP pour la propagande renouent avec la figure du Judéo-bolchevik, un temps placée en retrait. Insistant sur l'origine juive de certains hommes d'État soviétiques, Maxime Litvinov, Lazare Kaganovitch, les services du ministère présentent la guerre d'agression contre l'Union soviétique comme une guerre préventive : en effet, chassée du Reich, la « juiverie mondiale », incarnée par la « ploutocratie anglo-saxonne » et le « capitalisme d'État » soviétique, tenterait de le reconquérir depuis l'étranger. Dans le même ordre d'idées, des brochures insistent sur les véritables buts des Juifs dans le conflit : la domination mondiale, par la destruction de la civilisation. Cet objectif serait soigneusement caché dans le marxisme et le communisme, mais démasqué par les membres du NSDAP. Dans le courant du mois de juillet 1941 sont ainsi publiées des photos de massacres prétendument commis par des policiers soviétiques, accompagnés de commentaires antisémites.
Jusqu'à la défaite de Stalingrad, le ministère mène une politique d'édition de communiqués de victoires, ce qui cause un choc important lors de l'annonce de cette défaite.

### Un rôle dans la politique antisémite
Durant la guerre, le ministère propose aux Allemands dans le cadre d'un « récit » cohérent, une lecture antisémite de l'évolution du conflit.
En effet, à partir de 1943, les organes de propagande du Reich instillent l'idée que la ténacité, et les succès, des Alliés sont la preuve irréfutable de l'existence d'un complot juif international dirigé contre le Reich et ses alliés européens. Ainsi, les conférences alliées du début de l'année 1943 sont-elles analysées par la presse nazie comme des « bouffées de haine juive », à l'instigation des conseillers juifs de Roosevelt et Churchill.

### Relations avec le ministère des Affaires étrangères du Reich
Dirigé par Joachim von Ribbentrop, le ministère des Affaires étrangères du Reich possède à l'étranger au moins depuis 1939, plus de 17 bureaux ouverts dans différentes points du globe, employant 300 personnes, officiant à collecter des renseignements et diffuser de l'information propagandiste. Le principal délégué est Martin Luther, sous-secrétaire d'État dans le ministère de Ribbentrop. Il est responsable du Deutsche Informationsstelle (« Centre d'information allemand ») dont le siège est à New York, actif au moins jusqu'en décembre 1941. L'équipe de 300 employés devait alors rédiger, produire et distribuer du matériel de propagande nazie en dehors de l'Allemagne pour l'infiltration et la manipulation de l'opinion dans d'autres pays. En 1941, le trust Mundus GmbH, basé en République slovaque pro-nazie, a été créé par le service d'information du ministère des Affaires étrangères, et maintenait sous son contrôle plusieurs éditeurs, principalement pour la publication de magazines, de livres et de quotidiens, dans la plupart des pays occupés et aussi dans des pays alliés ou neutres. Parmi les employés les plus actifs, on note le travail de Jesco von Puttkamer (1903-1969) et de Klaus Mehnert : le premier fut chargé d'analyser la zone asiatique et d'y améliorer le travail de propagande, le second fut le rédacteur en chef de The XXth Century, magazine basé à Shanghai, puissant outil actif jusqu'en 1945,.
Mundus fut particulièrement actif en Belgique et en France occupées. Il entra en conflit avec le groupe de presse dirigé par Max Amann, qui lui, était en lien direct avec la Propaganda Abteilung et dépendant de Joseph Goebbels.

## Architecture du bâtiment

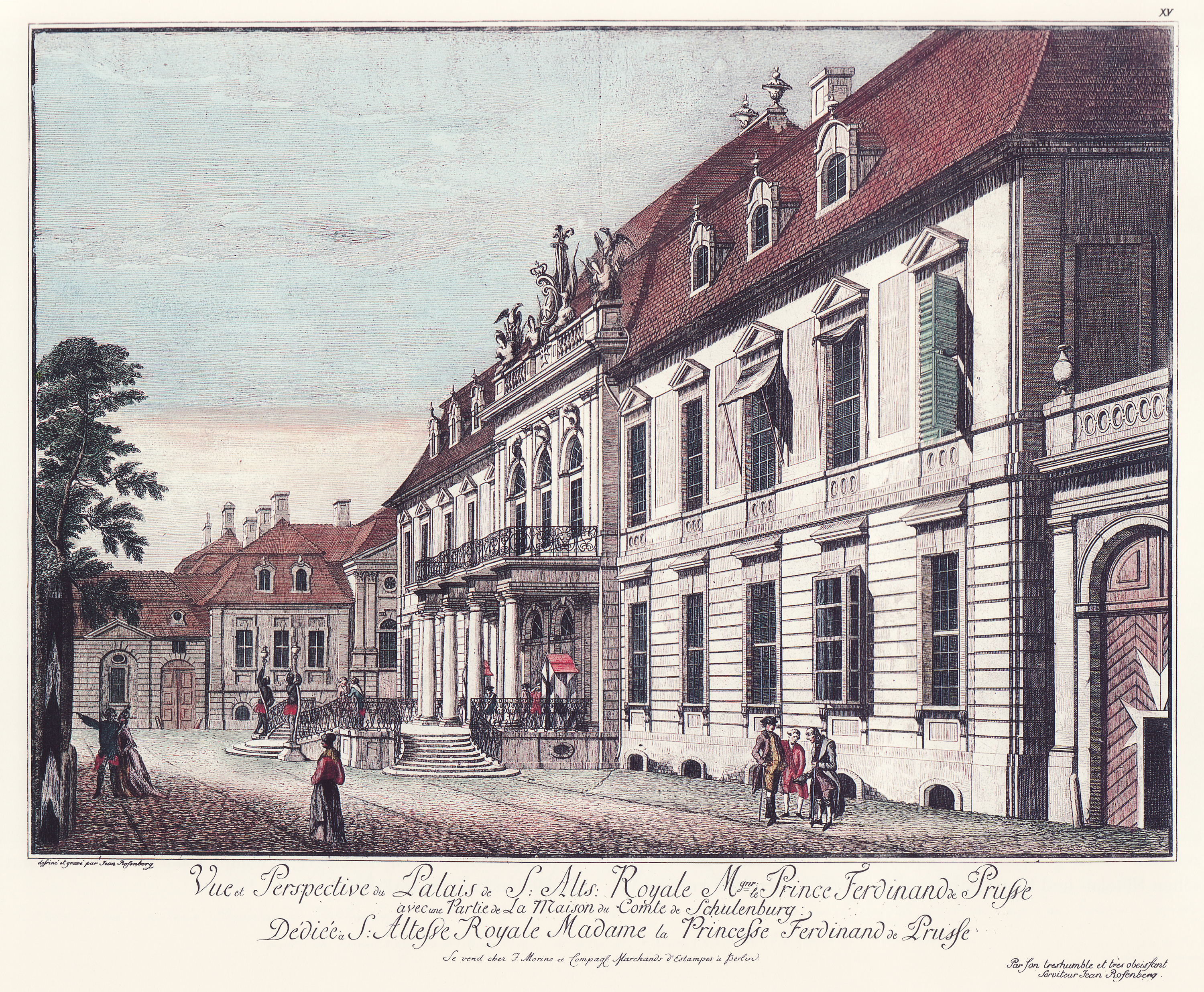
L'Ordenspalais vers l'an 1780.

Le bâtiment principal du ministère se trouvait à l'angle nord de la Wilhelmplatz et de la Wilhelmstraße. À l'origine, il s'agit d'un palais de style baroque dont la construction a commencé en 1737. Il doit servir de résidence à Karl Ludwig Truchsess von Waldburg, major général de l'Armée prussienne, qui est toutefois décédé l'année suivante. Sur ordre du roi Frédéric-Guillaume Ier, la construction a été achevée pour en faire le siège du grand bailliage de Brandebourg portant le nom d’Ordenspalais.
Après la dissolution de l'ordre, le bâtiment a été transformé en style néo-classique selon les plans de Friedrich August Stüler, pour y accueillir en 1829 la résidence du prince Charles de Prusse. Il devient désormais le Prinz-Karl-Palais et se trouve au no 8/9, avec la nouvelle numérotation. Stüler construit aussi d'autres hôtels particuliers à la Wilhelmstraße. En 1853, les membres de l'Ordre de Saint-Jean rétabli y ont élu Charles de Prusse leur nouveau Maître. Après le décès du prince en 1883, le palais devient le résidence de son fils Frédéric Charles de Prusse (1828–1885) et de son petit-fils Frédéric-Léopold de Prusse (1865–1931). Il est agrandi au début du XXe siècle et est aménagé de nouveaux balcons. Après la révolution allemande de 1918-1919 et au terme d'un long conflit juridique opposant la maison de Hohenzollern à l'État libre de Prusse, le palais abritait des bureaux de différents départements du ministère des Affaires étrangères et du service de presse du gouvernement du Reich.

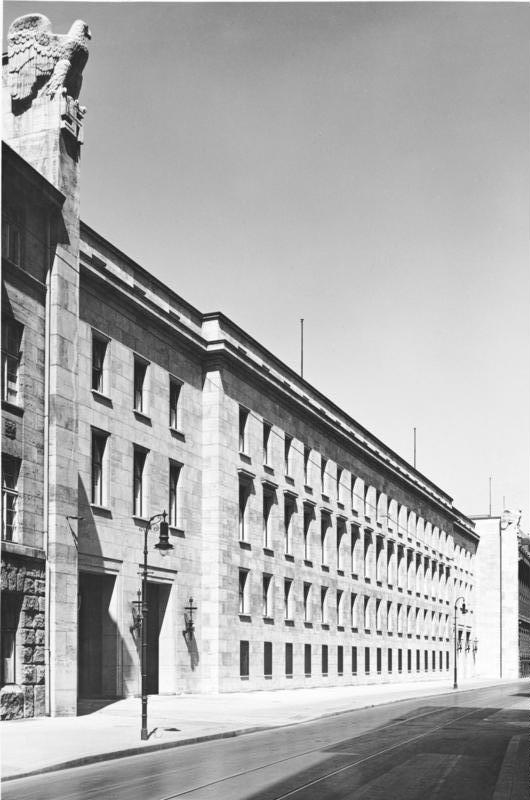
La façade est du ministère, en 1939.

L'édifice devient en mars 1933 le ministère de l'Éducation du peuple et de la Propagande du Reich. Il est réaménagé et reconfiguré, si bien qu'il ne reste pas grand-chose du palais de Stüler. En 1936, l'architecte Karl Reichle présente un plan d'agrandissement de l'aile est jusqu'à la Mauerstraße, où se trouve désormais l'entrée principale. L’historienne Anna-Maria Sigmund décrit les bâtiments de l’architecture nazie : le palais est situé « au milieu d'un parc magnifique, où, comme de grandes obligations de représentation l’attendaient, il [Goebbels] effectua des transformations pour un montant de 3,2 millions de reichsmarks. La décoration intérieure venait en grande partie de musées et de réserves nationales. La couleur dominante du bureau était le rouge. Quant à la maîtresse de maison [Magda Goebbels], elle reçut du cristal, de la porcelaine, des verres et du linge pour plusieurs centaines de personnes. L’État paya le tout ». Le bâtiment compte une salle de projection cinématographique. « Le bureau de Goebbels était installé dans une énorme pièce du ministère, qui occupait un vieux palais d'où était parti, autrefois, Frédéric le Grand quand il entreprit la guerre de Sept ans. Le portail était flanqué de deux lions dorés, dormants ».
Le palais historique est détruit par le bombardement de Berlin pendant la Seconde Guerre mondiale. Des parties des annexes ultérieures subsistent de nos jours et sont intégrées aujourd'hui au ministère fédéral du Travail, après des aménagements poursuivis entre 1997 et 2001.